# Perdita wyomingensis
Perdita wyomingensis är en biart som beskrevs av Cockerell 1922. Perdita wyomingensis ingår i släktet Perdita och familjen grävbin. Inga underarter finns listade i Catalogue of Life.